# Scott Champagne
Scott Champagne (* 30. Mai 1983 in Cornwall, Ontario) ist ein ehemaliger kanadischer Eishockeyspieler, der unter anderem bei den Ravensburg Towerstars und Eispiraten Crimmitschau in der 2. Eishockey-Bundesliga aktiv war.

## Karriere
Champagne spielte zunächst Eishockey bei den Gloucester Rangers in der Canadian Jr. A Hockey League, einer Juniorenliga im Großraum Ottawa, bevor er 2003 ein Sportstipendium in der National Collegiate Athletic Association bekam. Ab 2003 spielte er am Mercyhurst College in Erie vier Jahre lang Collegehockey. Bei den Mercyhurst Lakers steigerte er sich in den ersten drei Jahren beständig und gewann 2005 die Meisterschaft in der Atlantic Hockey Conference, wobei er Turnier-MVP wurde. Champagne beendete seine Collegelaufbahn mit 141 Punkten in 134 Spielen. Er hält den Lakers-Rekord für die längste Punkteserie – in 35 Spielen in Folge hat der linke Flügelstürmer gepunktet.
Nach seinem Abschluss spielte er noch drei Spiele als Amateur-Tryout für die Texas Wildcatters in der ECHL, wo er schließlich einen Vertrag für die Spielzeit 2007/08 erhielt. In dieser Spielzeit waren die Wildcatters nach der regulären Saison das zweitbeste Team der ECHL und Champagne wurde mit 47 Punkten in seiner Rookie-Saison fünftbester Scorer. Nachdem die Mannschaft in der zweiten Play-off-Runde ausgeschieden war und im Sommer nach Kalifornien verkauft worden war, ging der Linksschütze nach Europa zum Totempo HvIK, der in der Vorsaison in die AL-Bank Ligaen aufgestiegen war. Dort brachte es der Kanadier auf 26 Punkte in 30 Spielen. Im Januar 2009 musste der Club nach dem Ausstieg zweier Großsponsoren Insolvenz anmelden und Champagne wechselte noch im gleichen Monat nach Schweden zu den Nybro Vikings in die HockeyAllsvenskan. Dort absolvierte er acht Spiele und konnte den Abstieg der Vikings in die drittklassige Division I nicht verhindern.
Anschließend ging er nach Deutschland, wo er bei den Eispiraten Crimmitschau für die Saison 2009/10 einen Vertrag unterschrieb und dort mit 49 Punkten Topscorer wurde. Nach der Saison verließ Champagne die Eispiraten und ging zu den Tohoku Free Blades aus der Asia League Ice Hockey. Mit diesen gewann er in der Saison 2010/11 die Meisterschaft der ALIH. Im Juni 2011 wurde der Kanadier von den Nottingham Panthers aus der Elite Ice Hockey League verpflichtet, welche er im Dezember des gleichen Jahres wieder verließ, um zu den Ravensburg Towerstars zu wechseln.

## Erfolge und Auszeichnungen
- 2003 CJAHL Second All-Star Team
- 2004 AHA All-Academic Team
- 2005 AHA All-Academic Team
- 2005 AHA All-Tournament Team
- 2005 AHA-Meister mit Mercyhurst College
- 2005 AHA Tournament MVP
- 2006 AHA All-Academic Team
- 2011 Asia-League-Ice-Hockey-Meister mit Tohoku Free Blades

## Karrierestatistik
(Legende zur Spielerstatistik: Sp oder GP = absolvierte Spiele; T oder G = erzielte Tore; V oder A = erzielte Assists; Pkt oder Pts = erzielte Scorerpunkte; SM oder PIM = erhaltene Strafminuten; +/− = Plus/Minus-Bilanz; PP = erzielte Überzahltore; SH = erzielte Unterzahltore; GW = erzielte Siegtore; 1 Play-downs/Relegation; Kursiv: Statistik nicht vollständig)